# Маркранштедт
Маркранштедт (нем. Markranstädt) — город в Германии, в земле Саксония. Подчинён административному округу Лейпциг. Входит в состав района Лейпциг. Население составляет 14894 человек (на 2014 год). Занимает площадь 58,27 км². Официальный код — 14 3 79 460.
Город подразделяется на 17 городских районов.

## Достопримечательности
- Церковь св. Лаврентия (1518—1525)
- Романские церкви в Кульквитце и Франкенхайме
- Альтранштедтский замок — в 1706—1707 годах штаб-квартира шведского короля Карла XII, и место заключения Альтранштедтского мирного договора между Швецией и Саксонией, о чём напоминают установленный в 1907 году памятный обелиск и музей в замке.

- Ратуша
- Церковь св. Лаврентия
- Церковь в Кульквитце
- Альтранштедтский замок